# Landtagswahl in Salzburg 1954
- SPÖ: 13
- ÖVP: 15
- VDU: 4

Die Landtagswahl in Salzburg 1954 wurde am 17. Oktober 1954 durchgeführt und war die dritte Landtagswahl im Bundesland Salzburg seit der Gründung der 2. Republik. Die Österreichische Volkspartei (ÖVP) konnte sich dabei nach den Verlusten bei der Landtagswahl 1949 stabilisieren und um 2,3 Prozent auf 45,9 Prozent zulegen. Nach der Erhöhung der Anzahl der Landtagsmandate von 26 auf 32 konnte die ÖVP zudem ihre Abgeordnetenzahl von 12 auf 15 erhöhen. Noch deutlicher fielen die Gewinne der Sozialistischen Partei Österreichs (SPÖ) aus, die 4,6 Prozent und vier Mandate gewann und mit 38,2 Prozent 13 Abgeordnete im neugewählten Landtag stellte. Als Verlierer kristallisierte sich die Wahlpartei der Unabhängigen heraus, die 5,4 Prozent und ein Mandat verlor. Mit 13,2 Prozent konnte sie nur noch vier Abgeordnete in den Landtag entsenden. Den Einzug in den Landtag verfehlte mit 2,3 Prozent wie bereits 1949 die Kommunistische Partei Österreichs (KPÖ). Auch die erstmals angetretene Wahlgemeinschaft Salzburger Heimatliste – Freiheitliche Sammlung Österreichs (F.S.Ö.) scheiterte mit 0,4 Prozent am Einzug in den Landtag.
Der Landtag der 3. Gesetzgebungsperiode konstituierte sich in der Folge und wählte die Landesregierung Klaus II zur neuen Salzburger Landesregierung. 

## Gesamtergebnis
|                                                  | Ergebnisse 1954  | Ergebnisse 1954  | Ergebnisse 1954  | Ergebnisse 1949  | Ergebnisse 1949  | Ergebnisse 1949  | Differenzen | Differenzen | Differenzen |
| ------------------------------------------------ | ---------------- | ---------------- | ---------------- | ---------------- | ---------------- | ---------------- | ----------- | ----------- | ----------- |
| Wahlberechtigte                                  | 197.511          | 197.511          | 197.511          | 186.665          | 186.665          | 186.665          | + 10.846    | + 10.846    | + 10.846    |
| Wahlbeteiligung                                  | 89,60 %          | 89,60 %          | 89,60 %          | 92,96 %          | 92,96 %          | 92,96 %          | - 3,36 %    | - 3,36 %    | - 3,36 %    |
|                                                  | Stimmen          | %                | Mand.            | Stimmen          | %                | Mand.            | Stimmen     | %           | Mand.       |
| Abgegebene Stimmen                               | 176.961          |                  |                  | 173.521          |                  |                  | + 3.440     |             |             |
| Ungültig                                         | 4.058            | 2,29 %           |                  | 3.363            | 1,94 %           |                  | + 695       | + 0,35 %    |             |
| Gültig                                           | 172.903          | 97,71 %          |                  | 170.158          | 98,06 %          |                  | + 2.745     | - 0,35 %    |             |
| Partei                                           |                  |                  |                  |                  |                  |                  |             |             |             |
| Österreichische Volkspartei (ÖVP)                | 79.391           | 45,92 %          | 15               | 74.257           | 43,64 %          | 12               | + 5.134     | + 2,28 %    | + 3         |
| Sozialistische Partei Österreichs (SPÖ)          | 66.019           | 38,18 %          | 13               | 57.139           | 33,58 %          | 9                | + 8.880     | + 4,60 %    | + 4         |
| Wahlpartei der Unabhängigen (WdU)                | 22.787           | 13,18 %          | 4                | 31.553           | 18,54 %          | 5                | - 8.766     | - 5,36 %    | - 1         |
| Kommunistische Partei Österreichs (KPÖ)          | 4.012            | 2,32 %           | 0                | 5.811            | 3,42 %           | 0                | - 1.799     | - 1,10 %    | ± 0         |
| Wahlgemeinschaft Salzburger Heimatliste (F.S.Ö.) | 694              | 0,40 %           | 0                | nicht kandidiert | nicht kandidiert | nicht kandidiert | + 694       | + 0,40 %    | ± 0         |
| Demokratische Union und Vierte Partei (DU/4.P.)  | nicht kandidiert | nicht kandidiert | nicht kandidiert | 1.398            | 0,82 %           | 0                | - 1.398     | - 0,82 %    | ± 0         |
| Gesamt                                           | 172.903          | 100,00 %         | 32               | 170.158          | 100,00 %         | 26               | + 2.745     |             | + 6         |